# Konfederační pohár FIFA 2013
Konfederační pohár FIFA 2013 byl 9. ročníkem Konfederačního poháru FIFA. Probíhal v Brazílii od 16. do 30. června 2013.

## Místa konání
- Belo Horizonte (Mineirão – 69 950 míst)
- Brasília (Estadio Nacional de Brasilia – 71 500 míst)
- Porto Alegre (Estádio Beira-Rio – 60 000 míst)
- Rio de Janeiro (Estádio do Maracanã – 76 525 míst)
- Salvador (Itaipava Arena Fonte Nova – 52 048 míst)[1]
- Fortaleza (Estádio Castelão – 64 846 míst)

## Kvalifikované týmy
| Tým       | Konfederace | Kvalifikace                                  | Datum zajištění účasti | Počet účastí |
| --------- | ----------- | -------------------------------------------- | ---------------------- | ------------ |
| Brazílie  | CONMEBOL    | hostitel Mistrovství světa ve fotbale 2014   | 30. října 2007         | 7            |
| Španělsko | UEFA        | vítěz Mistrovství světa ve fotbale 2010      | 11. července 2010      | 2            |
| Japonsko  | AFC         | vítěz Mistrovství Asie ve fotbale 2011       | 29. ledna 2011         | 5            |
| Mexiko    | CONCACAF    | vítěz Zlatého poháru CONCACAF 2011           | 25. června 2011        | 6            |
| Uruguay   | CONMEBOL    | vítěz Copa América 2011                      | 24. července 2011      | 2            |
| Tahiti    | OFC         | vítěz Oceánského poháru národů 2012          | 10. června 2012        | 1            |
| Itálie    | UEFA        | finalista Mistrovství Evropy ve fotbale 2012 | 28. června 2012        | 2            |
| Nigérie   | CAF         | vítěz Afrického poháru národů 2013           | 10. února 2013         | 2            |

Pozn.: Španělsko vyhrálo kromě Mistrovství světa 2010 i Mistrovství Evropy 2012, z kterého tudíž postoupil poražený finalista - Itálie.

## Základní skupiny
Pozn. Všechny časy začátků zápasů jsou místní (UTC-3).

### Skupina A
| Tým      | Z | V | R | P | VG | IG | +/− | B |
| -------- | - | - | - | - | -- | -- | --- | - |
| Brazílie | 3 | 3 | 0 | 0 | 9  | 2  | +7  | 9 |
| Itálie   | 3 | 2 | 0 | 1 | 8  | 8  | 0   | 6 |
| Mexiko   | 3 | 1 | 0 | 2 | 3  | 5  | −2  | 3 |
| Japonsko | 3 | 0 | 0 | 3 | 4  | 9  | −5  | 0 |

| 15. června 2013 16:00           |        |          |                                                                   |
| Brazílie                        | 3:0    | Japonsko | Estádio Nacional, Brasília diváci: 67 423 rozhodčí: Pedro Proença |
| Neymar 3' Paulinho 48' Jô 90+3' | Report |          | Estádio Nacional, Brasília diváci: 67 423 rozhodčí: Pedro Proença |

| 16. června 2013 16:00 |        |                         |                                                                            |
| Mexiko                | 1:2    | Itálie                  | Estádio do Maracanã, Rio de Janeiro diváci: 73 123 rozhodčí: Enrique Osses |
| Hernández 34' (pen.)  | Report | Pirlo 27' Balotelli 78' | Estádio do Maracanã, Rio de Janeiro diváci: 73 123 rozhodčí: Enrique Osses |

| 19. června 2013 16:00 |        |        |                                                                  |
| Brazílie              | 2:0    | Mexiko | Estádio Castelão, Fortaleza diváci: 50 791 rozhodčí: Howard Webb |
| Neymar 9' Jô 90+3'    | Report |        | Estádio Castelão, Fortaleza diváci: 50 791 rozhodčí: Howard Webb |

| 19. června 2013 19:00                                          |        |                                         |                                                              |
| Itálie                                                         | 4:3    | Japonsko                                | Arena Pernambuco, Recife diváci: 40 489 rozhodčí: Diego Abal |
| De Rossi 41' Učida 50' (vl.) Balotelli 52' (pen.) Giovinco 86' | Report | Honda 21' (pen.) Kagawa 33' Okazaki 69' | Arena Pernambuco, Recife diváci: 40 489 rozhodčí: Diego Abal |

| 22. června 2013 16:00         |        |                                      |                                                                    |
| Itálie                        | 2:4    | Brazílie                             | Arena Fonte Nova, Salvador diváci: 48 874 rozhodčí: Ravšan Irmatov |
| Giaccherini 51' Chiellini 71' | Report | Dante 45+1' Neymar 55' Fred 66', 89' | Arena Fonte Nova, Salvador diváci: 48 874 rozhodčí: Ravšan Irmatov |

| 22. června 2013 16:00 |        |                    |                                                                       |
| Japonsko              | 1:2    | Mexiko             | Estádio Mineirão, Belo Horizonte diváci: 52 690 rozhodčí: Felix Brych |
| Okazaki 87'           | Report | Hernández 55', 67' | Estádio Mineirão, Belo Horizonte diváci: 52 690 rozhodčí: Felix Brych |

### Skupina B
| Tým       | Z | V | R | P | VG | IG | +/− | B |
| --------- | - | - | - | - | -- | -- | --- | - |
| Španělsko | 3 | 3 | 0 | 0 | 15 | 1  | +14 | 9 |
| Uruguay   | 3 | 2 | 0 | 1 | 11 | 3  | +8  | 6 |
| Nigérie   | 3 | 1 | 0 | 2 | 7  | 6  | +1  | 3 |
| Tahiti    | 3 | 0 | 0 | 3 | 1  | 24 | −23 | 0 |

| 16. června 2013 19:00 |        |            |                                                                  |
| Španělsko             | 2:1    | Uruguay    | Arena Pernambuco, Recife diváci: 41 705 rozhodčí: Júiči Nišimura |
| Pedro 20' Soldado 32' | Report | Suárez 88' | Arena Pernambuco, Recife diváci: 41 705 rozhodčí: Júiči Nišimura |

| 17. června 2013 16:00 |        |                                                                         |                                                                        |
| Tahiti                | 1:6    | Nigérie                                                                 | Estádio Mineirão, Belo Horizonte diváci: 20 187 rozhodčí: Joel Aguilar |
| J. Tehau 54'          | Report | Vallar 5' (vl.) Oduamadi 10', 26', 76' J. Tehau 69' (vl.) Echiéjilé 80' | Estádio Mineirão, Belo Horizonte diváci: 20 187 rozhodčí: Joel Aguilar |

| 20. června 2013 16:00                                                |        |        |                                                                              |
| Španělsko                                                            | 10:0   | Tahiti | Estádio do Maracanã, Rio de Janeiro diváci: 71 806 rozhodčí: Djamel Haimoudi |
| Torres 5', 33', 57', 78' Silva 31', 89' Villa 39', 49', 64' Mata 66' | Report |        | Estádio do Maracanã, Rio de Janeiro diváci: 71 806 rozhodčí: Djamel Haimoudi |

| 20. června 2013 19:00 |        |                       |                                                                   |
| Nigérie               | 1:2    | Uruguay               | Arena Fonte Nova, Salvador diváci: 26 769 rozhodčí: Björn Kuipers |
| Mikel 37'             | Report | Lugano 19' Forlán 51' | Arena Fonte Nova, Salvador diváci: 26 769 rozhodčí: Björn Kuipers |

| 23. června 2013 16:00 |        |                         |                                                                   |
| Nigérie               | 0:3    | Španělsko               | Estádio Castelão, Fortaleza diváci: 51 263 rozhodčí: Joel Aguilar |
|                       | Report | Alba 3', 88' Torres 62' | Estádio Castelão, Fortaleza diváci: 51 263 rozhodčí: Joel Aguilar |

| 23. června 2013 16:00                                                      |        |        |                                                                 |
| Uruguay                                                                    | 8:0    | Tahiti | Arena Pernambuco, Recife diváci: 22 047 rozhodčí: Pedro Proença |
| Hernández 2', 24', 45+1', 67' (pen.) Pérez 27' Lodeiro 61' Suárez 82', 90' | Report |        | Arena Pernambuco, Recife diváci: 22 047 rozhodčí: Pedro Proença |

## Play off

### Semifinále
| 26. června 2013 16:00 |        |            |                                                                         |
| Brazílie              | 2:1    | Uruguay    | Estádio Mineirão, Belo Horizonte diváci: 57 483 rozhodčí: Enrique Osses |
| Fred 41' Paulinho 86' | Report | Cavani 48' | Estádio Mineirão, Belo Horizonte diváci: 57 483 rozhodčí: Enrique Osses |

| 27. června 2013 16:00 |          |        |                                                                  |
| Španělsko             | 0:0 (pp) | Itálie | Estádio Castelão, Fortaleza diváci: 56 083 rozhodčí: Howard Webb |
|                       | Report   |        | Estádio Castelão, Fortaleza diváci: 56 083 rozhodčí: Howard Webb |

|                                              |     | Penaltový rozstřel                                          |  |
| Xavi Iniesta Piqué Ramos Mata Busquets Navas | 7:6 | Candreva Aquilani De Rossi Giovinco Pirlo Montolivo Bonucci |  |

### O 3. místo
| 30. června 2013 13:00 |          |                         |                                                                     |
| Uruguay               | 2:2 (pp) | Itálie                  | Arena Fonte Nova, Salvador diváci: 43 382 rozhodčí: Djamel Haimoudi |
| Cavani 58', 78'       | Report   | Astori 24' Diamanti 73' | Arena Fonte Nova, Salvador diváci: 43 382 rozhodčí: Djamel Haimoudi |

|                                      |     | Penaltový rozstřel                          |  |
| Forlán Cavani Suárez Cáceres Gargano | 2:3 | Aquilani El Shaarawy De Sciglio Giaccherini |  |

### Finále
| 30. června 2013 19:00   |        |           |                                                                            |
| Brazílie                | 3:0    | Španělsko | Estádio do Maracanã, Rio de Janeiro diváci: 73 531 rozhodčí: Björn Kuipers |
| Fred 2', 47' Neymar 44' | Report |           | Estádio do Maracanã, Rio de Janeiro diváci: 73 531 rozhodčí: Björn Kuipers |

## Vítěz
| Konfederační pohár FIFA 2013 Brazílie |